# Dècada del 400
La dècada del 400 comprèn el període que va des de l'1 de gener del 400 fins al 31 de desembre del 409.

## Personatges destacats
- Arcadi, emperador romà d'Orient
- Agustí d'Hipona
- Constantí (usurpador)
- Flavi Honori
- Alaric I